# الدوري الأوروبي لكرة السلة 2011-12
الدوري الأوروبي لكرة السلة 2011-12  هو الموسم 12 من  الدوري الأوروبي لكرة السلة. أشرف على تنظيمه الدوري الأوروبي لكرة السلة، وكان عدد الأندية المشاركة فيه  24، وفاز فيه نادي أولمبياكوس لكرة السلة.